# ديلانتيرون
ديلانتيرون
ديلانتيرون (INN) (اسم الرمز التنموي GBR-21162)، المعروف أيضا باسم 1α-methylandrosta-4,16-dien-3-one,هو مضاد مضاد الأندروجين الستيرويدية وصف كعامل مضاد لحب الشباب الذي لم يتم تسويقه أبدا. وأظهر المركب فعالية رديئة كأناندروجين في الجسم الحي في الحيوانات، مما يوحي بانخفاض النشاط أو نصف عمر قصير، ومن المرجح فيما يتعلق بهذا لم يكن أكثر تطورا. تم وصفه في عام 1977.